# Gessertshausen
Gessertshausen – miejscowość i gmina w Niemczech, w kraju związkowym Bawaria, w rejencji Szwabia, w regionie Augsburg, w powiecie Augsburg, siedziba wspólnoty administracyjnej Gessertshausen. Leży w Parku Natury Augsburg – Westliche Wälder, około 12 km na południowy zachód od Augsburga, nad rzeką Schmutter, przy drodze B300 i linii kolejowej Bad Wörishofen-  Augsburg oraz Ulm - Augsburg.

## Dzielnice
W skład gminy wchodzą następujące dzielnice:
- Deubach
- Döpshofen
- Gessertshausen
- Margertshausen
- Wollishausen

## Polityka
Wójtem gminy jest Anton Mayer, rada gminy składa się z 16 osób.
|      | CSU | SPD | FWV | Zieloni | Razem |
| 2008 | 9   | 2   | 3   | 2       | 16    |
| 2002 | 9   | 2   | 3   | 2       | 16    |